# Alfred Harrison Joy
Alfred Harrison Joy (Greenville, 23 settembre 1882 – Pasadena, 18 aprile 1973) è stato un astronomo statunitense, conosciuto per il proprio lavoro sulle distanze stellari e sulle stelle variabili.
Dal 1915 al 1952 lavorò all'Osservatorio di Monte Wilson dove, con i suoi colleghi misurò la distanza, la Magnitudine assoluta ed il tipo spettrale di circa 5 000 stelle. Ha scoperto le stelle tipo T Tauri.

## Riconoscimenti
Gli è stato dedicato un asteroide, 11769 Alfredjoy e un cratere lunare, il cratere Joy. Nel 1950 gli è stata assegnata la Bruce Medal.